# 위도초등학교 식도분교
위도초등학교 식도분교는 대한민국 전북특별자치도 부안군에 있었던 공립 초등학교이다.

## 학교 연혁
- 1946년 11월 18일: 개교
- 2019년 3월 1일: 휴교
- 2024년 2월 29일: 78년만에 폐교

## 참고 자료
- 위도초등학교식도분교장 - 한국교육학술정보원 학교알리미